# Associação Professor Artur Novaes
L'Associação Professor Artur Novaes è una società pallavolistica maschile brasiliana, con sede a Blumenau: milita nel campionato brasiliano di Superliga Série A.

## Storia
Il Clube Escolar Barão do Rio Branco viene fondato nel 1984 da Artur José Novaes. Nella stagione 1998-99 il club debutta in Superliga, militandovi per quattro annate ininterrottamente. Dopo qualche anno di assenza, grazie al secondo posto nella Liga Nacional 2006, torna a giocare in Superliga nel campionato 2006-07, ma vi resta solo per questa annata.
Al termine del Campionato Catarinense 2007, il club cambia nome in Associação Blumenau Pró-Vôlei, sempre su iniziativa di Artur José Novaes, per tentare di tornare a giocare nella massima divisione nazionale. Dopo un altro secondo posto nella Liga Nacional 2009 si assicura una nuova promozione in Superliga: vi milita per due annate, concluse entrambe con un piazzamento in bassa classifica. Dopo la vittoria della Liga Nacional 2011, a causa delle inondazioni che colpiscono la città di Blumenau, il club non si iscrive alla Superliga 2011-12, ma si accorda col Londrina al quale cede la propria commissione tecnica e otto atleti; al termine dell'annata però torna a disputare esclusivamente le competizioni statali.
Nel 2013 il club cambia nome in Associação Professor Artur Novaes, in omaggio al proprio fondatore deceduto nel 2010 dopo una lunga malattia. Due anni più tardi si aggiudica il Campionato Catarinense e torna sulla scena nazionale, partecipando alla Superliga Série B. A partire dall'annata 2019-20 torna a militare in massima serie.

## Rosa 2024-2025
| N° | Nome               | Ruolo | Data di nascita   | Nazionalità sportiva |
| -- | ------------------ | ----- | ----------------- | -------------------- |
| 1  | Matias Provensi    | S     | 26 marzo 2001     | Brasile              |
| 2  | Éder Kock          | C     | 4 luglio 1993     | Brasile              |
| 3  | Luis da Silva      | P     | 3 agosto 1998     | Brasile              |
| 4  | Thiago Sens        | S     | 26 marzo 2001     | Brasile              |
| 5  | Filipe Cipriano    | L     | 16 gennaio 2003   | Brasile              |
| 6  | Bernardo Koehler   | C     | 16 gennaio 2007   | Brasile              |
| 7  | Felipe Cundiev     | L     | 26 febbraio 1999  | Brasile              |
| 8  | Paulo Carraro      | C     | 26 agosto 1999    | Brasile              |
| 9  | Rafael Forster     | P     | 22 febbraio 2002  | Brasile              |
| 11 | Bruno Donega       | L     | 13 luglio 2007    | Brasile              |
| 12 | Matheus Silva      | S     | 31 maggio 1996    | Brasile              |
| 13 | Leonardo Auzani    | C     | 22 febbraio 1999  | Brasile              |
| 14 | Vinícius Sousa     | C     | 31 gennaio 2001   | Brasile              |
| 15 | Hiago Bernardes    | S     | 8 giugno 2001     | Brasile              |
| 18 | Kelvin de Paula    | S     | 21 ottobre 1992   | Brasile              |
| 18 | Leandro dos Santos | O     | 25 aprile 1983    | Brasile              |
| 19 | Mawan Dolejal      | O     | 4 maggio 2006     | Brasile              |
| 20 | Maurício Balluta   | P     | 25 ottobre 2006   | Brasile              |
| 21 | Newton Fernandes   | O     | 22 settembre 2000 | Brasile              |

## Palmarès
- Campionato Catarinense: 6

2015, 2017, 2018, 2019, 2021, 2022

## Denominazioni precedenti
- 1984-2007: Clube Escolar Barão do Rio Branco
- 2007-2013: Associação Blumenau Pró-Vôlei